# Raoul Grimoin-Sanson
Pour les articles homonymes, voir Sanson.

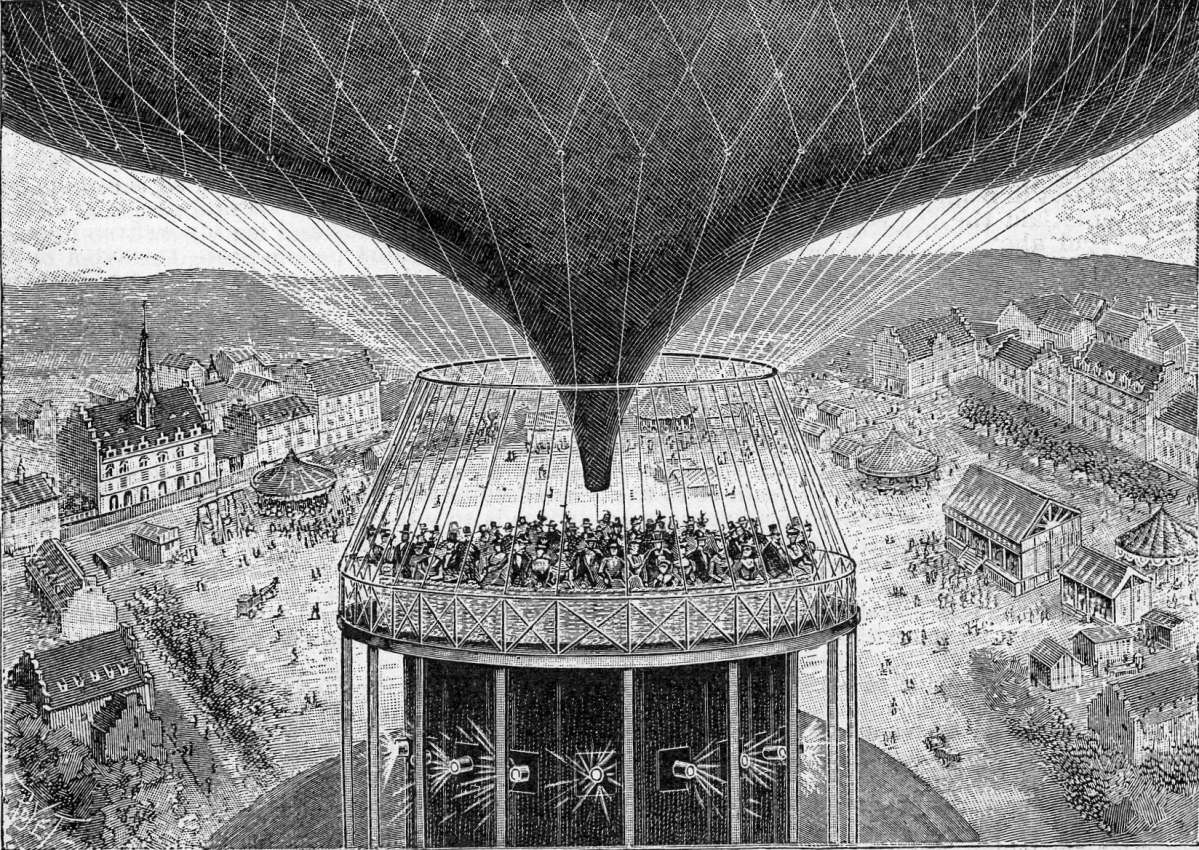
Le Cinéorama à l'Exposition universelle de Paris de 1900. Dessin paru dans le Scientific American le 1er septembre 1900.

Raoul Adrien Grimoin dit Grimoin-Sanson, né le 7 mai 1860  à Elbeuf et décédé le 3 novembre 1941 au château des Roches à Oissel, est un ingénieur, inventeur et industriel français.
Il est considéré comme un pionnier du cinéma français.

## Biographie
Principalement connu pour son Cinéorama, procédé de projection sur un écran circulaire balayé par 10 projecteurs, il en dépose le brevet en 1897 et présente son invention à l'occasion de l'exposition universelle de 1900 à Paris.
Il présente un phototachygraphe le 12 mai 1896 au Photo-club rouennais et l'expose la même année à l'Exposition nationale et coloniale de Rouen.
Il est également l'auteur en 1924 d'un film consacré à un épisode de la Révolution française, Le Comte de Griolet, tourné dans son château des Roches à Oissel, près de Rouen.
Par ailleurs, collaborateur de Bertillon, il participe à la création du service anthropométrique de Bruxelles. On lui doit également un brevet de modèle de masque à gaz et un autre de blanchiment de la pâte à papier.
En 1928, il est élu membre correspondant de l'Académie des sciences, belles-lettres et arts de Rouen.
Raoul Grimoin-Sanson était également conseiller technique du Conservatoire national des arts et métiers, président de la Société musicale d'Oissel, membre de la Société des artistes français (élève de Jean Patricot, il a notamment exposé au Salon de 1929) et membre de la Société des auteurs, compositeurs et éditeurs de musique (Sacem), en tant que compositeur de musique, de 1880 à sa mort.

## Filmographie
comme opérateur
- 1922 : La Conquête des Gaules[7] / L'Odyssée d'un film[8], de Marcel Yonnet et Yan Bernard Dyl[9],[10].

comme réalisateur
- 1924 : Le Comte de Griolet, opéra-comique filmé de et avec Raoul Grimoin-Sanson dans le rôle-titre[11].
- 1927 : Histoire du cinématographe / Histoire du cinéma par le cinéma, documentaire avec la collaboration de Louis Forest[12],[13],[14].

## Inventions
- le Phototachygraphe Sanson, médaille d'or à l'exposition de Rouen (brevet 254215 du 5 mars 1896)
- le projecteur mutiplex Sanson (brevet 261244 du 13 novembre 1896)
- le Cinéorama (brevet 272517 du 25 novembre 1897)
- l'appareil à perforer les bandes du Cinéorama (brevet 284955 du 14 janvier 1899)
- l'appareil de synchronisation son-image (brevet 516734 du 9 juin 1920)
- l'appareil de synchronisation son-mouvement (brevet 535216 du 26 octobre 1920).

## Récompenses
- Médaille d'or à l'exposition nationale et coloniale de Rouen (1896)
- Grand prix à l'exposition de Tunis (1911)
- Grand prix à l'exposition de Madrid (1925)
- Grand prix à l'exposition d'Alençon (1925)
- Grand prix à l'exposition du Mans (1925)

## Distinctions
- Officier d'académie (arrêté du ministre de l'instruction publique et des Beaux-Arts du 22 janvier 1898)[15]
- Officier de l'Instruction publique (arrêté du ministre de l'Instruction publique et des Beaux-Arts du 1er janvier 1905)[16].
- Chevalier de la Légion d'honneur au titre du ministre de l'Industrie (décret du 5 août 1926). Parrain : Alfred Brard, sénateur du Morbihan[17].